# Campeonato Guinéu-Equatoriano de Futebol
Equatoguinean Premier League é a divisão principal do futebol nacional da Guiné Equatorial. Ele é organizado pela Federação Guinéu-Equatoriana de Futebol.

## Primeira Divisão 2014 - Clubes

### Região Continental
- AD Mesi Nkulu (Ebebiyín)
- AD Mongomo
- Águilas Verdes de Guadalupe
- Akonangui
- Campo Amor
- Deportivo Mongomo
- Dragón
- Nsok-Nsomo
- Quince de Agosto
- Racing de Micomeseng
- Real Sanidad
- Robella Inter

### Região Insular
- Ateneo
- Atlético Malabo
- Atlético Semu
- Deportivo Ebenezer
- Deportivo Unidad
- Inter Junior
- Leones Vegetarianos
- Real X
- San Pablo de Nsork
- Santa Rosa
- Sony de Elá Nguema
- The Panthers

## Campeões
- 1979 : Real Rebola
- 1980 : Deportivo Mongomo
- 1981 : Atlético Malabo
- 1982 : Atlético Malabo
- 1983 : Dragón FC
- 1984 : Sony Elá Nguema
- 1985 : Sony Elá Nguema
- 1986 : Sony Elá Nguema
- 1987 : Sony Elá Nguema
- 1988 : Sony Elá Nguema
- 1989 : Sony Elá Nguema
- 1990 : Sony Elá Nguema
- 1991 : Sony Elá Nguema
- 1992 : Akonangui FC
- 1993 :  -
- 1994 :  -
- 1995 :  -
- 1996 : Cafe Bank Sportif (Malabo)
- 1997 : Deportivo Mongomo
- 1998 : Sony Elá Nguema
- 1999 : Akonangui FC
- 2000 : Sony Elá Nguema
- 2001 : Akonangui FC
- 2002 : Sony Elá Nguema
- 2003 : Atlético Malabo
- 2004 : Renacimiento FC
- 2005 : Renacimiento FC
- 2006 : Renacimiento FC
- 2007 : Renacimiento FC
- 2008 : Akonangui FC
- 2009 : Sony Elá Nguema
- 2010 : Deportivo Mongomo
- 2011 : Sony Elá Nguema
- 2012 : Sony Elá Nguema
- 2013 : Akonangui FC
- 2014 : Sony Elá Nguema
- 2015 : Racing de Micomeseng
- 2015–16 : Sony Elá Nguema
- 2017 : Leones Vegetarianos
- 2018 : Leones Vegetarianos
- 2018–19 : Cano Sport
- 2019–20 :  -
- 2020–21 :  -
- 2021–22 : Deportivo Mongomo

## Performance dos Clubes
| Clube             | Cidade   | Títulos | Último Título |
| ----------------- | -------- | ------- | ------------- |
| Sony Elá Nguema   | Malabo   | 15      | 2014          |
| Akonangui FC      | Ebebiyín | 5       | 2013          |
| Renacimiento FC   | Malabo   | 4       | 2007          |
| Deportivo Mongomo | Mongomo  | 3       | 2010          |
| Atlético Malabo   | Malabo   | 3       | 2003          |
| Cafe Bank Sportif | Malabo   | 1       | 1996          |
| Dragón FC         | Bata     | 1       | 1983          |
| Real Rebola       | Rebola   | 1       | 1979          |